# Республика Корея на зимних Олимпийских играх 2002
Республика Корея принимала участие в Зимних Олимпийских играх 2002 года в Солт-Лейк-Сити (США) в семнадцатый раз за свою историю, и завоевала две серебряные и две золотые медали. Сборную страны представляло 46 спортсменов, в том числе 15 женщин.

## Золото
- Шорт-трек, женщины, 1500 метров — Ко Ги Хён.
- Шорт-трек, женщины, 3000 метров, эстафета — Чхве Мин Гён, Чу Мин Чжин, Пак Хе Вон, Чхве Ын Гён.

## Серебро
- Шорт-трек, женщины, 1000 метров — Ко Ги Хён.
- Шорт-трек, женщины, 1500 метров — Чхве Ын Гён.